# Beata Brzywczy
Beata Monika Brzywczy (ur. 1975) – polska urzędniczka konsularna, konsul generalna w Łucku (2013–2016).

## Życiorys
Ukończyła studia na Wydziale Prawa i Administracji Uniwersytetu Warszawskiego oraz Wyższą Szkołę Zarządzania i Prawa w Warszawie.
W latach 1997–2010 pracownik Ministerstwa Spraw Zagranicznych: w Departamencie Personalnym, Biurze Kadr (1998–2003), Biurze Kadr i Szkolenia jako główna specjalistka, następnie naczelniczka wydziału, radca ministra, zastępczyni dyrektora tego Biura (2003–2008). W latach 2008–2010 była dyrektorką Biura Spraw Osobowych. 
W latach 2010–2012 radca ambasady RP w Pretorii, kierowniczka wydziału konsularnego. W latach 2012–2016 I radca kierujący wydziałem ruchu osobowego w Konsulacie Generalnym RP w Łucku (2012–2013) oraz konsul generalna tamże (2013–2016).
W latach 2016–2023 zastępczyni dyrektora Departamentu Konsularnego MSZ.
W 2019 za zasługi w służbie zagranicznej i działalności dyplomatycznej została odznaczona Srebrnym Krzyżem Zasługi.
Zna języki rosyjski i angielski.